# Dolní Poustevna
Dolní Poustevna é uma cidade checa localizada na região de Ústí nad Labem, distrito de Děčín.